# Robert F. Engle

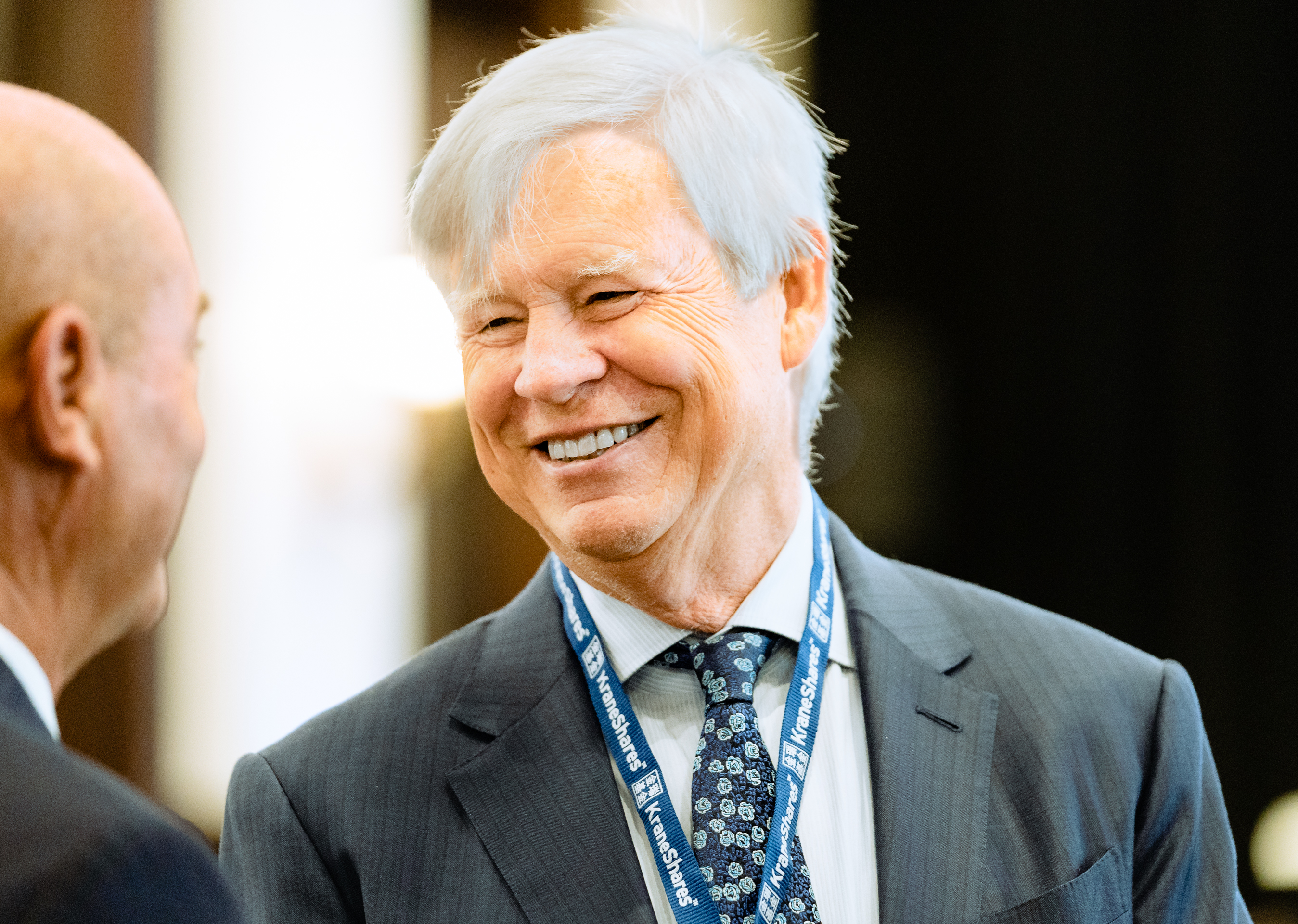
Robert F. Engle, 2022

Robert Fry Engle III (* 10. November 1942 in Syracuse, New York) ist ein US-amerikanischer Wirtschaftswissenschaftler und Nobelpreisträger. Er ist vor allem für seine Beiträge zur stochastischen Zeitreihenanalyse bekannt. Engles ARCH-Modelle revolutionierten die Art und Weise, wie Wirtschaftswissenschaftler Finanzdaten analysieren.

## Überblick
Engle ist Professor für das Management von Finanzdienstleistungen an der New York University. Seit 1995 ist er gewähltes Mitglied der American Academy of Arts and Sciences, seit 2005 der National Academy of Sciences. Am 8. Oktober 2003 hat Engle den Alfred-Nobel-Gedächtnispreis für Wirtschaftswissenschaften verliehen bekommen. Geehrt wurde er für seine Verdienste hinsichtlich der Entwicklung von Methoden zur Analyse ökonomischer Zeitreihen mit zeitlich variabler Volatilität (siehe auch ARCH-Modell). Den Nobelpreis 2003 teilte er sich mit Clive W. J. Granger von der University of California, San Diego, der den Preis für Methoden zur Analyse ökonomischer Zeitreihen mit gemeinsam veränderlichen Trends (Kointegration) verliehen bekommen hat.
Zu Engles weiteren wissenschaftlichen Entdeckungen gehört ein Hypothesentest auf das Vorliegen von ARCH-Effekten in einer Zeitreihe.

## Ehrungen
- 2011: Financial Engineer of the Year
- 2015:  Oskar-Morgenstern-Medaille der Universität Wien[1]

## Ausgewählte Publikationen
- Robert Engle: Autoregressive conditional heteroscedasticity with estimates of the variance of United Kingdom inflation. In: Econometrica: Journal of the econometric society. Vol. 50, No. 4, 1982: S. 987–1007, doi:10.2307/1912773.
- Robert Engle, David M. Lilien, Russell Robins: Estimating time varying risk premia in the term structure: The ARCH-M model. In: Econometrica: journal of the Econometric Society. Vol. 55, No. 2, 1987:  S. 391–407, doi:10.2307/1913242.
- Robert Engle, Clive Granger: Co-integration and error correction: representation, estimation, and testing. In: Econometrica: Journal of the econometric society. Vol. 55, No. 2, 1987: S. 251–276, doi:10.2307/1913236.
- Robert Engle, Victor Ng: Measuring and testing the impact of news on volatility. In: The Journal of Finance. Vol. 48, No. 5, 1993: S. 1749–1778, doi:10.2307/2329066.
- Robert Engle, Kenneth Kroner: Multivariate simultaneous generalized ARCH. In: Econometric theory. Vol. 11, No. 1, 1995: S. 122–150.